# Пешки (городской округ Солнечногорск)
Пе́шки — деревня в Московской области России. Входит в городской округ Солнечногорск. 

## География
Деревня Бухарово расположена на севере Московской области, в восточной части округа, на Ленинградском шоссе.

## Население
| 1852  | 1859 | 1890 | 1899 | 1926 | 2002  |
| ----- | ---- | ---- | ---- | ---- | ----- |
| 183   | ↗302 | ↘271 | ↗388 | ↗403 | ↗1091 |
| 2010  |      |      |      |      |       |
| ↘1063 |      |      |      |      |       |

## История
Название происходит от русского некалендарного имени Пешка.
Сигизмунд Герберштейн упоминает почтовую станцию, через которую проезжал в 1517 году. Через 100 с лишним лет после Герберштейна о Пешках упоминал австрийский дипломат А. Мейерберг, приезжавший в Россию в 1661—1662 годах.
В конце XIX века бывшая ямская слобода именовалась Пешки-Ильинское по церкви Илии Пророка (основана около 1628 года).
Во время Великой Отечественной войны в Пешках некоторое время находился временный командный пункт командующего 16-й армией генерал-лейтенанта К. К. Рокоссовского. За время немецкой оккупации с 24 ноября по 11 декабря 1941 года деревня была разграблена и сожжена. Из 76 домов в Пешках уцелело лишь 11.
До 1994 года деревня — административный центр Пешковского сельского совета Солнечногорского района.
С 1994 до 2006 гг. деревня была центром Пешковского сельского округа Солнечногорского района.
С 2005 до 2019 гг. деревня являлась центром Пешковского сельского поселения Солнечногорского муниципального района.
С 2019 года деревня входит в городской округ Солнечногорск, в рамках администрации которого относится с территориальному управлению Пешковское.